# Pseudomaevia
Pseudomaevia là một chi nhện trong họ Salticidae.